# Different
Different ist das Debütalbum der belgischen Sängerin Kate Ryan und wurde am 17. Juni 2002 in Belgien erstveröffentlicht. Es ist mit einer europaweiten Verkaufszahl von etwa 250.000 Tonträgern das erfolgreichste Album von Ryan und erhielt in einigen europäischen Ländern Auszeichnungen, wie z. B. Platin in Polen und Gold in Belgien.

## Hintergrund
Kate Ryan wurde im Jahr 2000 bei einem Auftritt vom Produzenten Phil Wilde entdeckt. Dieser nahm sie unter Vertrag und schon im Februar 2001 erschien die erste Single mit dem Titel Scream for More (Platz neun in Belgien). Ein Album war damals noch nicht geplant, und somit wurde erst nach den nachfolgenden Singles U R (My Love) und Désenchantée an einem Debütalbum gearbeitet. Nach dem Erfolg von Désenchantée in Belgien (sechs Wochen auf Platz eins) konnte auch das Album mit dem Achtungserfolg von kurzfristig auf Platz eins für eine Auslandsveröffentlichung überzeugen. In den darauffolgenden Monaten wurde Kate Ryan mit ihrem Lied Désenchantée in Europa und Nordamerika schnell bekannt und konnte sich in vielen Ländern in den Top-10 platzieren (EU-Singlecharts: #9). Damit galt auch ein Erfolg des Albums als sicher, was sich größtenteils bestätigte. Auch weitere Singleauskopplungen konnten sich in einigen Ländern in den Top-10 der Singlecharts platzieren.

## Musik
Neben den Singles Scream for More, U R (My Love), Désenchantée, Mon Coeur Résiste Encore und Libertine, die man allesamt der Dancemusic zuordnen kann, befinden sich auch neben anderen Dance-Tracks auch eher poppigere Songs, wie etwa Head Down oder auch die Ballade Magical Love. Auf die verschiedenen Musikstile ist wahrscheinlich damit auch der Titel des Albums zurückzuführen ("different" = englisch, bedeutet "unterschiedlich"). Was auffallend ist bei den Songtexten das häufig Vorkommen der "Du-Anrede", von dem man die meisten Handlungen somit zu den Themen Liebe und anderen Zweisamkeiten zuordnen kann. Außerdem sind auch von den Songs Scream for More, In Your Eyes und Head Down französischsprachige Versionen vorhanden (Mon Coeur Résiste Encore, Nos Regards Qui m’Enflamment und Ne Baisse Pas La Tête).

## Titelliste
Vom Album Different gibt es zwei verschiedene Versionen. Die 2002 erschienene Originalversion und die Re-Edition. Die beiden Versionen unterscheiden sich vor allem bei der Titelliste; während bei der Originalversion der Song Libertine nicht vorhanden ist, allerdings die Originale von In Your Eyes und Scream for More, ist er auf der Re-Edition (die in Deutschland, Österreich und in der Schweiz bekannte) erhältlich.
Original:
| #   | Titel                       | Dauer |
| --- | --------------------------- | ----- |
| 1.  | Scream for More             | 4:00  |
| 2.  | Désenchantée                | 3:38  |
| 3.  | U R (My Love)               | 3:44  |
| 4.  | So In Love                  | 4:01  |
| 5.  | Free Your Mind              | 5:07  |
| 6.  | In Your Eyes                | 6:00  |
| 7.  | One Happy Day               | 4:29  |
| 8.  | Lift Me Higher              | 3:28  |
| 9.  | Through the Eyes            | 3:43  |
| 10. | Got to Move On              | 3:48  |
| 11. | Head Down                   | 4:08  |
| 12. | Magical Love                | 3:45  |
| 13. | Mon Coeur Résiste Encore    | 3:46  |
| 14. | Nos Regards Qui m’Eflamment | 3:57  |
| 15. | Ne Baisse Pas La Tête       | 4:09  |

### Re-Edition
| #   | Titel                                 | Dauer |
| --- | ------------------------------------- | ----- |
| 1.  | Désenchantée                          | 3:38  |
| 2.  | U R (My Love)                         | 3:44  |
| 3.  | Mon Coeur Résiste Encore (Radio Edit) | 3:46  |
| 4.  | Libertine (Radio-Edit)                | 3:13  |
| 5.  | So In Love                            | 4:01  |
| 6.  | Free Your Mind                        | 5:07  |
| 7.  | Head Down                             | 4:08  |
| 8.  | Scream for More                       | 3:47  |
| 9.  | In Your Eyes (Radio-Edit)             | 3:10  |
| 10. | One Happy Day                         | 4:29  |
| 11. | Lift Me Higher                        | 3:28  |
| 12. | Through the Eyes                      | 3:43  |
| 13. | Nos Regards Qui m’Eflamment           | 3:57  |
| 14. | Got to Move On                        | 3:48  |
| 15. | Ne Baisse Pas La Tête                 | 4:09  |
| 16. | Magical Love                          | 3:45  |

Wegen des internationalen Erfolges erschien auch eine Special-Christmas-Edition, bei der neben den anderen Titeln des Albums auf einer zweiten CD diverse Remixe vorhanden sind.

## Rezeption
Different wurde von Laut.de mit drei von fünf möglichen Bewertungspunkten beurteilt. In der Wertung wird positiv hervorgehoben, dass der Sängerin „die Balance zwischen Massentauglichkeit und Anspruch immer wieder recht gut“ gelingt. Außerdem lobt Redakteur Joachim Gauger die Chanson-Stimme von Kate Ryan. Negativ beurteilt Laut.de das Stück U R (My Love), welches „eher von der Stange kommt“. Dagegen werden die Lieder Mon Coeur Résiste Encore und besonders Libertine positiv bewertet.

## Kommerzieller Erfolg

### Chartplatzierungen

#### Album
| ChartsChartplatzierungen | Höchstplatzierung | Wochen |
| ------------------------ | ----------------- | ------ |
| Deutschland (GfK)        | 23 (52 Wo.)       | 52     |
| Flandern (Ultratop)      | 8 (20 Wo.)        | 20     |
| Österreich (Ö3)          | 26 (21 Wo.)       | 21     |
| Schweiz (IFPI)           | 14 (28 Wo.)       | 28     |

| ChartsJahrescharts (2003) | Platzierung |
| ------------------------- | ----------- |
| Deutschland (GfK)         | 62          |
| Schweiz (IFPI)            | 49          |

#### Singles
| Jahr | Titel                    | Höchstplatzierung, Gesamtwochen, AuszeichnungChartplatzierungen (Jahr, Titel, , Platzierungen, Wochen, Auszeichnungen, Anmerkungen) | Höchstplatzierung, Gesamtwochen, AuszeichnungChartplatzierungen (Jahr, Titel, , Platzierungen, Wochen, Auszeichnungen, Anmerkungen) | Höchstplatzierung, Gesamtwochen, AuszeichnungChartplatzierungen (Jahr, Titel, , Platzierungen, Wochen, Auszeichnungen, Anmerkungen) | Höchstplatzierung, Gesamtwochen, AuszeichnungChartplatzierungen (Jahr, Titel, , Platzierungen, Wochen, Auszeichnungen, Anmerkungen) | Höchstplatzierung, Gesamtwochen, AuszeichnungChartplatzierungen (Jahr, Titel, , Platzierungen, Wochen, Auszeichnungen, Anmerkungen) | Anmerkungen                                              |
| Jahr | Titel                    | DE | AT | CH | BEF | BEW | Anmerkungen                                              |
| ---- | ------------------------ | --- | --- | --- | --- | --- | -------------------------------------------------------- |
| 2001 | Scream for More          | — | AT15 (11 Wo.)AT | — | BEF9 (15 Wo.)BEF | — | Erstveröffentlichung: 19. Februar 2001                   |
| 2001 | U R (My Love)            | — | — | — | BEF17 (9 Wo.)BEF | — | Erstveröffentlichung: 15. Oktober 2001                   |
| 2002 | Désenchantée             | DE2 (19 Wo.)DE | AT3 (19 Wo.)AT | CH11 (45 Wo.)CH | BEF1 (27 Wo.)BEF | BEW14 (14 Wo.)BEW | Erstveröffentlichung: 29. März 2002 Verkäufe: + 475.000  |
| 2002 | Mon coeur résiste encore | DE27 (9 Wo.)DE | — | CH35 (7 Wo.)CH | BEF7 (14 Wo.)BEF | BEW4 (14 Wo.)BEW | Erstveröffentlichung: 13. Mai 2002 Verkäufe: + 15.000    |
| 2002 | Libertine                | DE7 (15 Wo.)DE | AT7 (17 Wo.)AT | CH26 (19 Wo.)CH | BEF7 (13 Wo.)BEF | BEW34 (6 Wo.)BEW | Erstveröffentlichung: 20. August 2002 Verkäufe: + 15.000 |

### Auszeichnungen für Musikverkäufe
| Land/Region    | Auszeichnungen für Musikverkäufe (Land/Region, Auszeichnung, Verkäufe) | Verkäufe |
| -------------- | ---------------------------------------------------------------------- | -------- |
| Polen (ZPAV)   | Platin                                                                 | 70.000   |
| Schweiz (IFPI) | Gold                                                                   | 20.000   |
| Insgesamt      | 1× Gold · 1× Platin ·                                                  | 90.000   |